# شامبهاوی
شامبهاوی (انگلیسی: Shambhvi)، در میان نادی‌ها، نقش سوشومنا اهمیت بیشتری دارد زیرا «جادهٔ سلطنتی» برای اعلی‌ترین نیرو یعنی کندالینی است.

## سوشومنا
این نادی مسیر شامبهاوی (Shambhvi) یا به عبارت دیگر رابط بین شاکتی و شامبهو (shambhu) است.

## شیوا
شامبهو نام شیوا است و به معنی «زادهٔ صلح و آرامش» می‌باشد. شامبهاوی نیز نام «دورگا» (Durga)، جنبه ای از شاکتی کیهانی عظیم است.

## پرانا
در بهگود گیتا (Bhagwat Gita) چنین آمده:
پرانا در آتش خودِ پرانا با تمرین‌های شامبهاوی و کهچاری (shambhaviund - khechari) قربانی می‌شود، یعنی وقتی که جریانات پرانا را وامی‌داریم تا در ناحیهٔ مغز استخوانی «ابلانگاتا» بالا برود، و در نهایت در مغز سر (cerebrum) فرو شود.